# Boysenbes
Boysenbes (Rubus loganobaccus × laciniatus × idaeus) is een kruising tussen loganbes, gewone braam en framboos.
Boysenbes heeft stekels, is licht aromatisch en is mild van smaak en zwart van kleur. Net als andere soorten uit het geslacht braam kan loganbes als klimplant worden geleid.
De plant zou vernoemd zijn naar Rudy (Rudolph) Boysen, een boswachter. In zijn vrije tijd hield hij zich bezig met het kruisen van bosbessen. Boysenbes zou het resultaat zijn van een kruising tussen dauwbraam en loganbes en een friszure smaak hebben.

## Fotogalerij

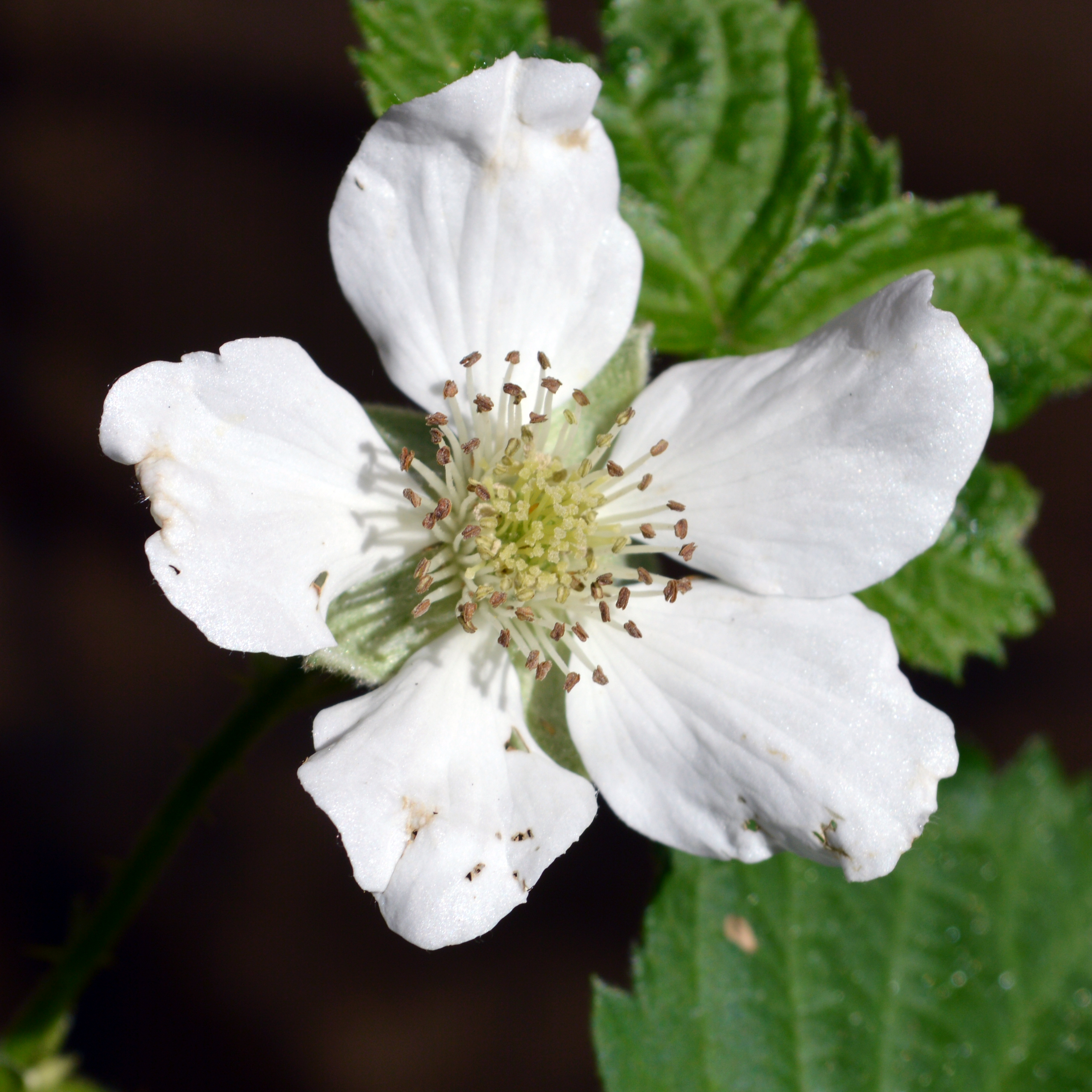
Close-up van de bloem

... · 
R. armeniacus (dijkviltbraam) · 
R. caesius (dauwbraam) · 
R. canduliger (lichtende viltbraam) · 
R. chamaemorus (kruipbraam) · 
R. corylifolius (hazelaarbraam) · 
R. ferocior (rode bermbraam) · 
R. foliosus (bladhumusbraam) · 
R. griesiae (duimstruweelbraam) · 
R. idaeus (framboos) · 
R. laciniatus (peterseliebraam) · 
R. loganobaccus × laciniatus × idaeus (boysenbes) · 
R. odoratus (roodbloeiende framboos) · 
R. phoenicolasius (Japanse wijnbes) · 
R. plicatus (geplooide stokbraam) · 
R. saxatilis (steenbraam) · 
R. sect. Rubus (zwarte braam) · 
R. spectabilis (prachtframboos) · 
R. sprengelii (rode grondbraam) · 
R. ulmifolius (koebraam) · 
R. ×loganobaccus (loganbes) · 
R. vikensis · 
...